# Mir-Hossein Mousavi
Mir-Hossein Mousavi Khameneh (tiếng Ba Tư: میرحسین موسوی خامنه) (sinh ngày 2 tháng 3 năm 1942) là một chính khách Iran. Ông từng là thủ tướng thứ năm (1981-1989) và cũng là vị thủ tướng cuối cùng của Cộng hòa Hồi giáo Iran trước khi chức vụ này bị xóa bỏ. Trong cuộc tranh cử tổng thống vào tháng 6 năm 2009 ông đại diện thành phần cải cách đối lập với tổng thống tại vị Mahmoud Ahmadinejad. Mousavi còn là một kiến trúc sư và họa sĩ, chủ tịch Viện Mỹ thuật Iran.
Kết quả cuộc bầu cử tổng thống Tháng Sáu năm 2009 bị tranh chấp và lên án là có gian lận nên mặc dầu Lãnh tụ Tối cao của Iran, Ali Khamenei đã tuyên bố rằng Mahmoud Ahmadinejad là người đắc cử, nhóm ủng hộ Mousavi vẫn không chấp nhận. Họ xuống đường biểu tình chống đối rầm rộ, nhất là ở thủ đô Tehran làm tê liệt xã hội Iran. Trong những đụng độ giữa nhà cầm quyền và đám đông có ít nhất 10 người thiệt mạng.